# So Beautiful (久保田利伸の曲)
「So Beautiful」（ソー ビューティフル）は、久保田利伸の41枚目のシングル。2018年11月28日にSME Recordsから発売された。

## 概要
8ヶ月ぶりのシングル。DVD付の初回限定盤と通常盤の2形態で発売。

## 収録曲
全曲 作詞・作曲：久保田利伸
1. So Beautiful
  - 編曲：森大輔
  - コーセー「ESPRIQUE 赤の季節」篇CMソング
2. Make U Funky
  - 編曲：柿崎洋一郎
  - フジテレビ系全国ネット「バイキング」テーマソング
3. So Beautiful (Instrumental）
4. Make U Funky （Instrumental）

### 初回限定盤ＤＶＤ
1. 「Make U Funky」 Documentary Video